# Cua huỳnh đế
Cua Huỳnh đế (danh pháp hai phần: Ranina ranina) là một loài cua biển trong cận bộ Cua phân bố nhiều ở vùng biển phía Đông Nam Thái Bình Dương và các vùng biển Ôn đới khác. Ở Việt Nam, cua huỳnh đế xuất hiện nhiều ở vùng biển sạch, có đáy cát vàng và nguồn nước trong xanh như các vùng biển Quy Nhơn (Bình Định), Phú Yên, Tuy Phong (Bình Thuận), Sa Huỳnh (Quảng Ngãi), Cam Ranh (Khánh Hòa). Đây là một loài hải sản có giá trị kinh tế cao và được làm nguyên liệu chế biến thành những món đặc sản.

## Đặc điểm sinh học
Cua huỳnh đế to bằng bàn tay xòe, mình khum tròn, nhìn giống con bọ khổng lồ hay có con hình dáng như loài rùa, đầu cua hơi chúi xuống, có màu đỏ hồng, mai hình vuông, càng và que ngắn, đầu cua dài và có nhiều râu Cua Huỳnh đế có những con ở vùng biển nước sâu nặng hơn 1 ký.
Cua có bộ áo giáp dày và cứng có màu vàng rực như hoàng bào hay chiến bào, li ti gai nhọn xuôi theo thân, que và càng to, cạnh sắc lẻm như dao. Thịt cua huỳnh đế thơm ngon, bổ dưỡng, thớ thịt cua săn chắc, trắng muốt nhô và độ đạm cao.
Cua huỳnh đế chỉ rộ nhất vào mùa xuân, khoảng từ tháng 12 đến tháng 3 âm lịch ở Việt Nam.

## Tên gọi ở Việt Nam
Ở vùng biển Bình Định - Quảng Ngãi, giống cua này được ngư dân tôn xưng là vua của các loài cua tức cua huỳnh đế. Tên gọi cua huỳnh đế được lý giải khá thú vị. Nguyên thủy tên cua là "hoàng đế", nhưng thuở xưa quan địa phương lệnh dân phải đọc trại đi vì sợ phạm húy (chúa Nguyễn Hoàng). Theo lời kể của các lão ngư dân miền Trung, ngày xưa, khi vua du ngoạn ở các vùng biển đẹp, thấy ngư dân nơi đây đánh bắt được loại cua lạ, có màu đỏ hồng như chiến bào, hình dáng như loài rùa nên ăn thử. Ăn thấy ngon, tốt cho sức khỏe nên vua truyền cho các địa phương có loại cua này phải dâng lên hoàng cung. Từ đó tên gọi cua huỳnh đế còn gọi là hoàng đế, cua vua lưu truyền trong dân gian

## Công dụng và khai thác
Cua huỳnh đế là đặc sản từ vùng biển Quảng Ngãi đến Phú Yên. Loài cua này trước đây thường được dùng để tiến cống cho các vị vua ở Việt Nam vì tương truyền họ ăn thấy ngon, tốt cho sức khỏe. Cua huỳnh đế có thể chế biến các món như rang me, rang muối, nướng... nhưng ngon nhất và đơn giản trong chế biến vẫn là món hấp ăn với muối tiêu ớt xanh hoặc luộc lấy thịt phi hành, gia vị rồi nấu cháo. So với các loại hải sản khác, cua Huỳnh đế khẳng định đẳng cấp về chất lượng mà lâu nay được ví ngang với cá tuyết đen, cá hồi đỏ.
Về khai thác ở Việt Nam, khoảng cuối đông đến tháng 4 năm sau, khi gió xuân về là lúc ngư dân vào mùa đánh bắt cua huỳnh đế. Giã cào, lưới đánh đằm... là những phương tiện đánh bắt cua thường thấy. Ngư dân miền Trung Việt Nam có thể đánh bắt bằng lưới giã cào, nhưng để có được những chú cua với số lượng nhiều, chắc thịt thì phải dùng một dụng cụ gọi là rập. Rập để bẫy cua huỳnh đế có hình dạng như chiếc nón, được gắn mồi tươi ở chính giữa. Mỗi thuyền ra khơi thường trang bị từ 200 - 300 cái rập, khi thả mỗi cái cách nhau chừng 5m. Cua rúc vào đó ăn mồi và sập bẫy trong các rập.

## Hình ảnh

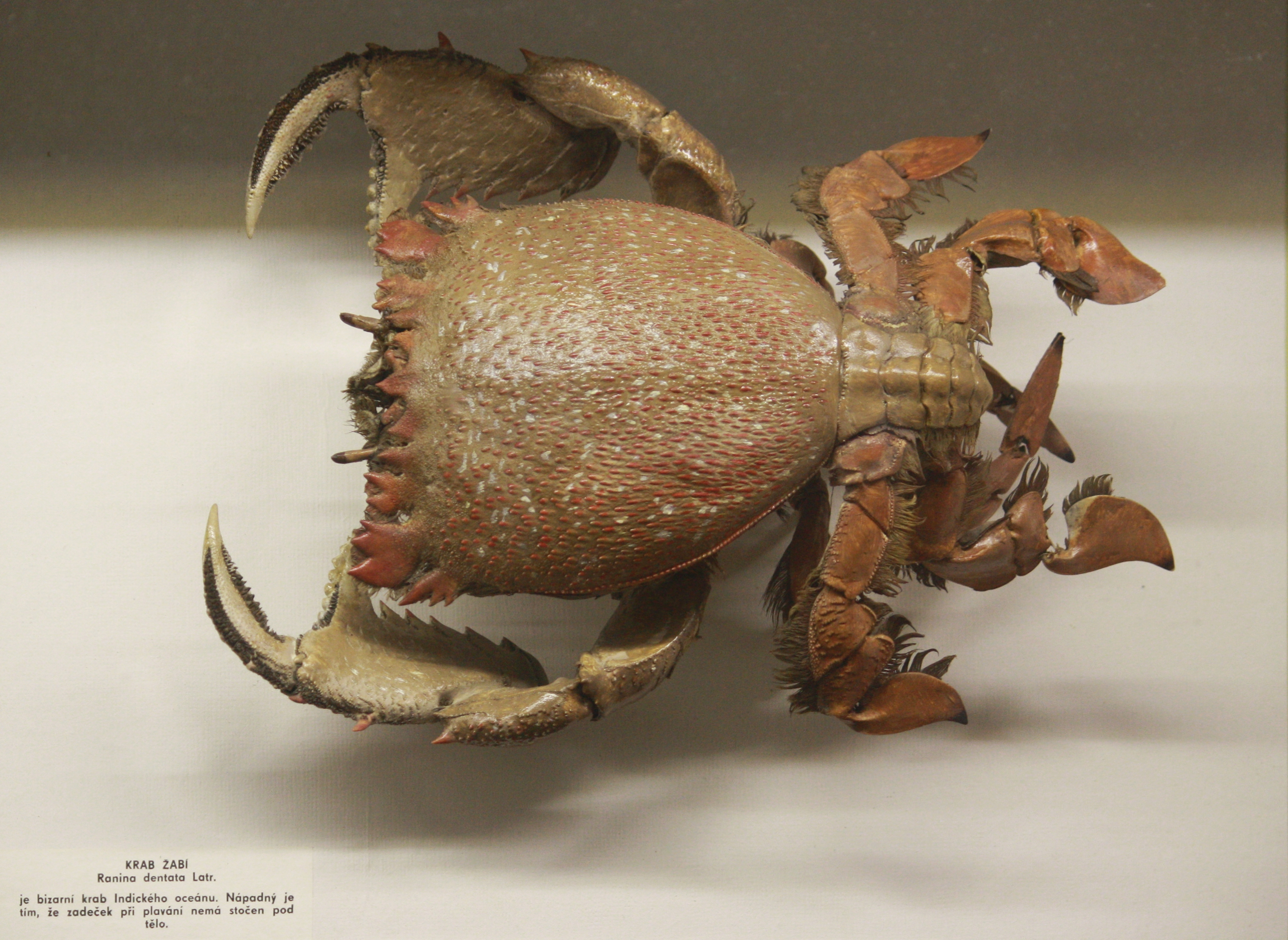
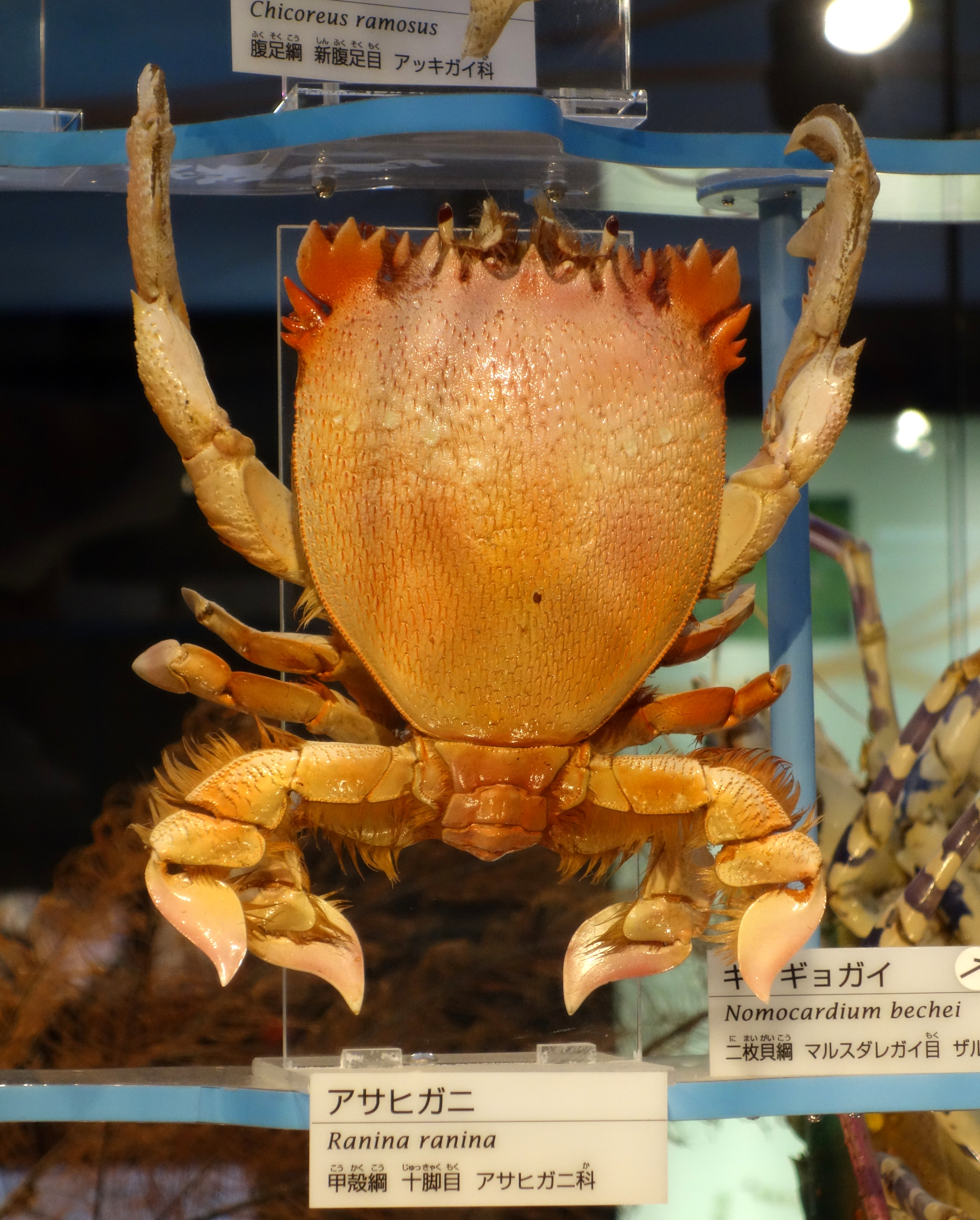
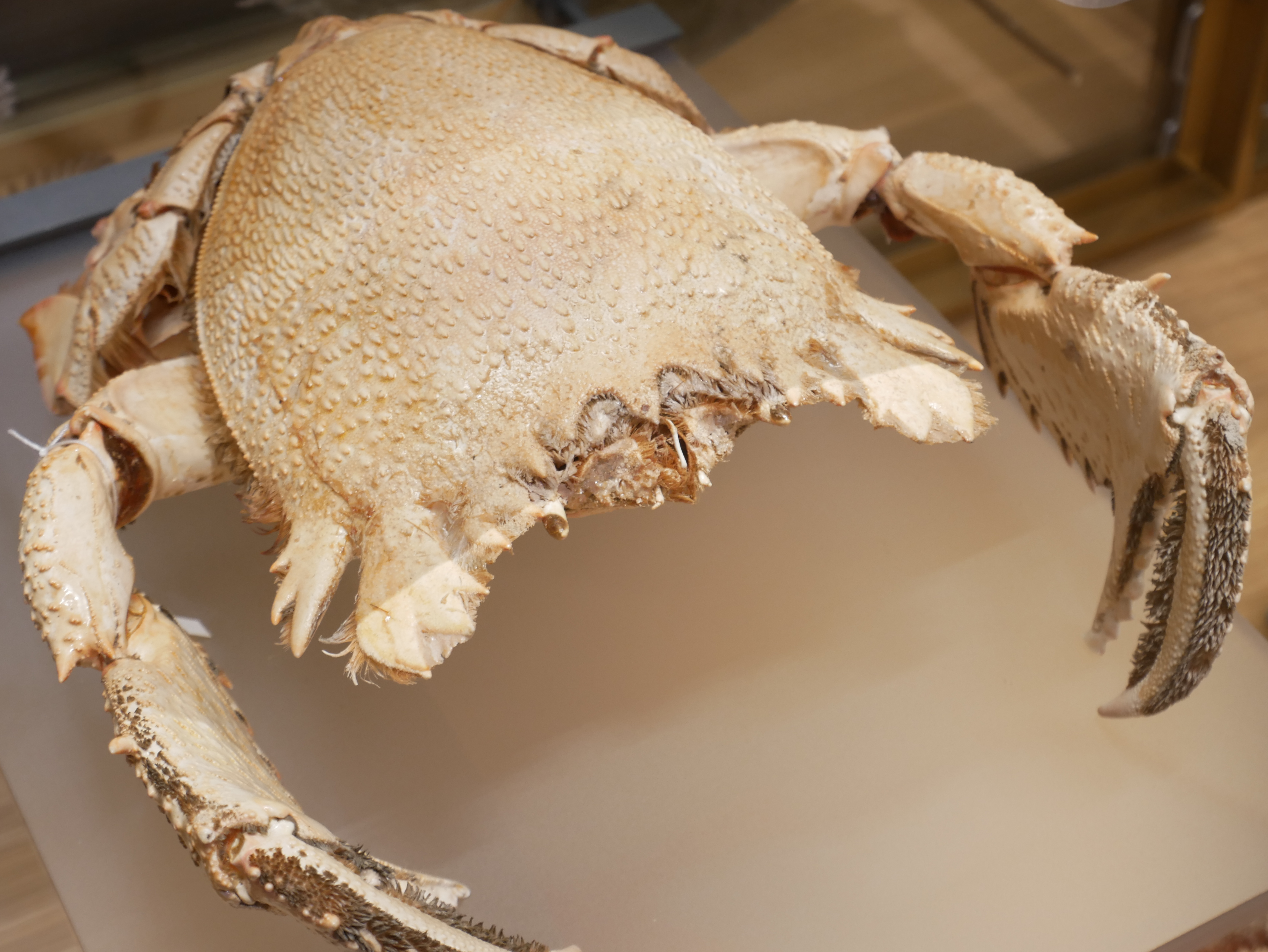